# 貨物専用鉄道建設事業
貨物専用鉄道建設事業（かもつせんようてつどうけんせつじぎょう、英語：Dedicated Freight Corridor Corporation of India Limited (DFCCIL)）とは、インド貨物専用鉄道建設企画の運用と推進をする公企業で、インド鉄道省の直轄である。
インド政府の他の主要な計画の中では大動脈構想、メイク・イン・インディア、スタートアップ・インディア、スタンドアップ・インディア、Sagarmala（新しい大規模港湾の構築）、Bharatmala（高速道路網の構築）、 UDAN-RCSでは、デジタル・インド、BharatNetとUMANGと肩を並べ、利益を共有し合う位置づけにある。インドインフラ整備の強化に円借款を提供するなど日印外交活動の受益者プロジェクトでもある。

## 歴史
2005年4月にインドと日本両国間で実現と調達の可能性を調査を目的とし協定が発表された。国際協力機構(JICA)が担任することになり、2006年5月から事業化のための開発調査を実施、さらに2008年2月からは事業で整備される貨物新線での輸送安定性に関する実証試験の支援を実施してきた。企画の中でももっとも重要なものは西回廊（Western Corridor）と東回廊（Eastern Corridor）に分かれており、それぞれが首都デリーとインド西部ムンバイ、東部コルカタを結ぶ。日本の協力は主に西回廊を対象としている。
デリーからムンバイまでの高速路線は約1,500kmとなり、2008年10月に当時のインド首相であったマンモハン・シンが訪日した際、日本の首相麻生太郎から「建設に円借款を供与する」旨が伝えられた。現在は「借款資金は、建設工事、車両調達、社会開発、コンサルティング・サービス等」に充当することになっている。